# The Maid I Hired Recently is Mysterious
The Maid I Hired Recently is Mysterious (最近雇ったメイドが怪しい?, Saikin yatotta maid ga ayashī, lett. "La cameriera che ho assunto di recente è misteriosa") è un manga scritto e disegnato da Wakame Konbu, pubblicato da Square Enix sulla rivista Monthly Gangan Joker dal 22 gennaio 2020 al 21 settembre 2024. I capitoli sono stati in seguito raccolti in 8 tankōbon. Un adattamento televisivo anime, prodotto da Silver Link e da Blade, è stato trasmesso dal 24 luglio al 2 ottobre 2022. 

## Trama
Dopo la perdita dei genitori, il giovane e povero nobile Yuuri si ritrova costretto a dimettere il personale. Il giorno dopo, la giovane e bella Lilith si offre volontaria come cameriera senza stipendio. La cosa insospettisce Yuuri, che decide di tenerla d'occhio, scoprendo così che Lilith è infatuata del padroncino e lui, inconsciamente, la ricambia.

## Personaggi

Yuuri e Lilith nell'anime

Yuuri (ゆうり?, Yūri)
Doppiato da: Saori Hayami
Yuuri è il protagonista della storia. È un ragazzo dal carattere puro e innocente, appartenente a una famiglia benestante. Dopo la tragica morte dei genitori in un incidente, diventa il padrone della villa di famiglia e licenza tutta la servitù, assumendo successivamente Lilith come sua nuova cameriera. È studente della scuola elementare dell'Accademia Adel, un istituto privato riservato all'élite sociale. A causa della perdita dei genitori, inizialmente smette di frequentare la scuola, ma riprende a farlo dopo aver incontrato Lilith, con la quale condivide anche il tragitto di andata e ritorno da scuola. Yuuri nutre un sospetto costante verso Lilith, definendola "sospetta", e arriva a desiderare di conoscerla completamente, esprimendo con sincerità ogni suo pensiero. Pur non riconoscendo subito i propri sentimenti, grazie a Tsukasa capisce di provare un amore verso Lilith, sentimento che poi le dichiara.
Lilith (リリス?, Ririsu)
Doppiata da: Rie Takahashi
Lilith è la cameriera che serve Yuuri. Ha capelli neri corvini, pelle abbronzata e occhi viola luminosi, e indossa un abito da cameriera piuttosto scoperto. È particolarmente abile in cucina. Dopo la morte dei genitori di Yuuri, Lilith si presenta alla villa con l'intento di aiutare e restituire il favore a Yuuri, riuscendo a far aprire il cuore del ragazzo. Pur mostrando un atteggiamento maturo e scherzoso, spesso viene imbarazzata dalle risposte sincere e ingenue di Yuuri. Da bambina, Lilith ha perso i genitori e, dopo essere stata passata di famiglia in famiglia, è stata adottata dai genitori di Yuuri, che le hanno insegnato anche una ninna nanna per consolare Yuuri. In passato era complessata dai suoi occhi viola, ma dopo che Yuuri le ha detto che sono bellissimi, ha iniziato a provare affetto per lui. Ha frequentato una scuola residenziale per la formazione dei servitori, dove ha imparato il mestiere di cameriera. Dopo la laurea, ha lavorato insieme a Natsume in un'altra villa, dove ha appreso della morte dei genitori di Yuuri. Sentendosi responsabile di proteggere Yuuri, ha deciso di lasciare quella villa per andare a lavorare presso la sua. Quando si è ammalata, si è mostrata preoccupata di non poter essere utile a Yuuri, arrivando a versare lacrime per questo. È amica di lunga data di Fujisaki e, secondo quest'ultima, un tempo era una ragazza solitaria che non si faceva avvicinare dagli altri.
Tsukasa Gojouin (五条院 つかさ?, Gojōin Tsukasa)
Doppiata da: Yui Horie
Tsukasa è una compagna di classe di Yuuri. È una ragazza matura e intelligente, con una personalità un po' civettuola e incline a fantasticare sulle relazioni amorose. Proviene da una famiglia benestante e vive in una grande e lussuosa villa. Appassionata di romanzi rosa, spesso prende in prestito senza permesso la collezione di libri di suo padre, suscitandone la rabbia. Dopo aver osservato il cambiamento di Yuuri, un tempo solitario, e averlo visto interagire felicemente con Lilith, diventa la sua confidente. Con tempo comprende che Yuuri prova sentimenti speciali per Lilith e gli insegna a riconoscere che si tratta di amore. Inoltre, è colei che spinge Yuuri a confessare i suoi sentimenti a Lilith.
Fujisaki (藤崎?, Fujisaki)
Doppiata da: Mikako Komatsu
Fujisaki è la maggiordoma della famiglia Gojouin. Sebbene abbia un carattere burbero e poco socievole, mantiene un rapporto molto stretto e affettuoso con Tsukasa. In passato era considerata la più problematica studentessa dell'accademia, ma il suo incontro con Tsukasa ha segnato un cambiamento radicale nel suo comportamento.
Natsume Nakashima (中島 ナツメ?, Nakashima Natsume)
Doppiata da: Miyu Tomita
Natsume è un'ex collega e compagna di classe di Lilith, anch'essa cameriera. Nutre sentimenti affettuosi nei confronti di Lilith e si reca alla villa di Yuuri con l'intento di riportarla indietro presso il suo precedente datore di lavoro. Nonostante sia una cameriera, è poco abile nelle faccende domestiche. Dopo aver insegnato a Yuuri il significato di "diversi tipi di amore", Natsume lascia la villa insieme al suo ex datore di lavoro.
Toma (とうま?, Tōma)
Toma è un compagno di classe di Yuuri. Durante una gara a ostacoli nell'ambito di una giornata sportiva, prende in giro Yuuri a causa della vittoria di Lilith. Questo episodio porta a una rivalità tra i due durante un ritiro sciistico, durante il quale entrambi rischiano di perdersi. In quell'occasione, Toma confessa a Yuuri di desiderare che lui si fidi di più di lui come amico, e i due riescono a ricucire il loro rapporto.

## Media

### Manga
Il manga ha esordito come fumetto online nel 2019. In seguito Square Enix ha serializzato la serie dal 22 gennaio 2020 al 21 settembre 2024 sulla rivista Monthly Gangan Joker. Al 21 novembre 2024 sono stati pubblicati 8 volumi tankōbon. Nel Nord America la serie è distribuita da Yen Press.
| Nº | Data di prima pubblicazione | Data di prima pubblicazione                                                 | Data di prima pubblicazione |
| Nº | Giapponese                  | Giapponese                                                                  |                             |
| -- | --------------------------- | --------------------------------------------------------------------------- | --------------------------- |
| 1  | 22 aprile 2020              | ISBN 978-4-7575-6618-7                                                      |                             |
| 2  | 21 agosto 2020              | ISBN 978-4-7575-6805-1                                                      |                             |
| 3  | 22 gennaio 2021             | ISBN 978-4-7575-7043-6                                                      |                             |
| 4  | 20 luglio 2021              | ISBN 978-4-7575-7230-0                                                      |                             |
| 5  | 22 febbraio 2022            | ISBN 978-4-7575-7603-2                                                      |                             |
| 6  | 22 settembre 2022           | ISBN 978-4-7575-8149-4                                                      |                             |
| 7  | 22 luglio 2023              | ISBN 978-4-7575-8679-6                                                      |                             |
| 8  | 21 novembre 2024            | ISBN 978-4-7575-9521-7 (ed. regolare) ISBN 978-4-7575-9522-4 (ed. limitata) |                             |

### Anime
Una serie anime è stata annunciata il 17 maggio 2022 ed è stata trasmessa dal 24 luglio al 9 ottobre 2022 sulle reti TV Asahi e Asahi Broadcasting Corporation. La serie è prodotta da Silver Link e Blade, con Misuzu Hoshino alla regia, coadiuvato da Mirai Minato che funge anche da sceneggiatore, Machi Yoshino al character design e Kōji Fujimoto e Osamu Sasaki come compositori delle musiche. 

#### Episodi
| Nº | Titolo italiano Giapponese 「Kanji」 - Rōmaji | In onda           | In onda |
| Nº | Titolo italiano Giapponese 「Kanji」 - Rōmaji | Giapponese        |         |
| 1  | La cameriera che ho assunto di recente è misteriosa 「最近雇ったメイドが怪しい」 - Saikin yatotta meido ga ayashii | 24 luglio 2022    |         |
| 1  | Dopo la morte dei genitori, Yuuri eredita la villa di famiglia ma, non potendo permettersi la servitù, tenta senza successo di gestirla da solo. Un giorno si presenta Lilith, una cameriera che si offre di lavorare senza stipendio: la sua serietà e gli intensi occhi viola convincono Yuuri, nonostante la ritenga sospetta. Lilith si dimostra impeccabile nel suo ruolo, ma la diffidenza di Yuuri cresce e non riesce a smettere di pensare a lei. Lilith, consapevole dei suoi sospetti, si diverte a prenderlo in giro, anche se si imbarazza quando lui le confessa di trovarla bellissima. Convinto che possa essere una strega, Yuuri le chiede spiegazioni sulle sue vere intenzioni, ma Lilith risponde scherzosamente che i suoi motivi resteranno segreti, alimentando così i dubbi del bambino. Una notte, trovandola in cucina, Yuuri la accusa di averlo irretito con un filtro d'amore, mentre in realtà Lilith sta solo imparando a cucinare i suoi piatti preferiti. Quando lei lo chiama per nome come farebbe una moglie, Yuuri la invita a non esagerare finché non si conosceranno meglio. Lilith possiede una foto di Yuuri e, in un flashback, si scopre che ha ricevuto una lettera subito dopo la morte dei suoi genitori che la spinge a raggiungere la villa. |                   |         |
| 2  | Il signorino, il gatto e le campanelle 「坊ちゃまと猫と朝顔と」 - Botchama to neko to asagao to | 31 luglio 2022    |         |
| 2  | Lilith acquista dei regali per Yuuri, facendogli credere di voler conquistare il suo affetto, ma lui la sorprende dichiarando che sarà lui a conquistarla, mettendola in imbarazzo. Quando Lilith scompare improvvisamente, Yuuri si insospettisce e la trova a giocare con un gatto randagio dietro casa. Nonostante abbia paura dei gatti, è determinato a superare la sua fobia: quando appare un altro gatto più aggressivo, riesce ad allontanarlo e fa amicizia con il randagio. Lilith si mostra gelosa vedendo Yuuri accarezzare il gatto e si imbarazza quando lui accarezza anche lei. Yuuri disegna dei fiori di gloria mattutina, ma si rifiuta di mostrarli a Lilith finché il disegno non è terminato. Convinto che l'attrazione per i piatti di Lilith sia dovuta a un filtro d'amore, chiede di imparare a cucinare, mettendola in difficoltà con le sue lodi e persino con una proposta di matrimonio. Successivamente, Lilith trova lo schizzo della gloria mattutina in cui Yuuri paragona la bellezza dei fiori ai suoi occhi. Yuuri, curioso di sapere cosa faccia Lilith dopo che lui va a dormire, si addormenta prima di scoprirlo; viene poi mostrato che Lilith aspetta che si addormenti per poterlo osservare mentre dorme. |                   |         |
| 3  | Tsukasa Gojouin è una bimba precoce 「坊ちゃまはプリンがお好き？」 - Gojōin Tsukasa wa omase sandearu | 14 agosto 2022    |         |
| 3  | Prima di andare a scuola, Lilith si preoccupa per Yuuri, ricordandogli i suoi genitori, e durante la sua assenza si annoia. A scuola, una bambina di nome Tsukasa vorrebbe parlargli, ma è troppo timida. Nonostante le sia stato detto di non farlo, Lilith va a prenderlo all'uscita, attirando l'attenzione di Tsukasa, che subito sospetta una relazione tra i due, soprattutto dopo aver sentito Yuuri parlare con naturalezza della bellezza di Lilith. Tsukasa arriva a pensare che tra loro ci sia un rapporto proibito. La maggiordoma di Tsukasa, Fujisaki, arriva e riconosce Lilith e lei le chiede di continuare a essere una buona amica per Yuuri. Quella sera, Lilith si trattiene fuori più del solito, impegnandosi ostinatamente a cercare delle costardelle per la cena, ma scopre che sono esaurite ovunque. Perdendo l'ultimo treno, viene riaccompagnata a casa da Fujisaki, che la incontra per caso. Al suo ritorno, Yuuri, in lacrime, la accusa scherzosamente di averlo stregato, perché gli è mancata durante la sua assenza. Lilith "ammette" di averlo stregato, ma si congratula anche con lui per aver affrontato così bene la giornata senza di lei. |                   |         |
| 4  | Signorino, vi piace il budino? 「俺と付き合ってくれますか…？」 - Bōchama wa purin gao suki? | 21 agosto 2022    |         |
| 4  | Lilith teme che Yuuri sia sempre più sospettoso nei suoi confronti, convinto che la sua attrazione per lei sia dovuta a qualche incantesimo. Mentre lui la osserva costantemente, lei cerca invano di dissipare i suoi dubbi. Per distrarlo, Lilith propone una partita a scacchi: Yuuri ricorda con nostalgia quando giocava con il padre, mentre la madre preparava il budino. Lilith si offre di giocare con lui ogni volta che vorrà, rendendolo felice. Il giorno seguente, Yuuri torna da scuola insoddisfatto e Lilith gli prepara il budino, restando sorpresa dal fatto che lui lo accetti senza sospetti. Yuuri le racconta che la scuola sta organizzando la giornata dei genitori, ma teme che anche gli altri possano essere attratti da lei come lo è lui. Lilith, sollevata nel vedere che Yuuri continua a nutrire sospetti, decide di partecipare all'evento. Inizialmente Yuuri è triste perché lei non arriva insieme agli altri genitori, ma si rallegra quando la vede presentarsi in uniforme da maggiordomo, presa in prestito da Fujisaki. |                   |         |
| 5  | La mia preziosa... 「僕の大事な…」 - Boku no daijina... | 28 agosto 2022    |         |
| 5  | Durante i preparativi per il festival sportivo scolastico, Yuuri si allena con entusiasmo e invita Lilith a partecipare come spettatrice. Tsukasa continua a osservarli di nascosto, così Fujisaki cerca di distrarla mostrandosi affettuosa nei suoi confronti. Dopo l'allenamento, Lilith si offre di massaggiare Yuuri, ma la sua abilità insospettisce il bambino. Quando i genitori di Tsukasa non possono partecipare al festival, Fujisaki si propone di sostituirli, rendendosi conto solo dopo che Tsukasa l'ha manipolata per averla accanto. Durante il festival, Yuuri si mostra particolarmente competitivo e Tsukasa sospetta che voglia impressionare Lilith. Quest'ultima promette a Yuuri una ricompensa in caso di vittoria, portando Tsukasa a trarre conclusioni affrettate. Lilith resta sorpresa quando scopre che dovrà partecipare alla corsa a ostacoli riservata ai genitori, ma, sostenuta dal tifo di Yuuri, conquista il primo posto. Quando alcuni compagni di classe si lamentano della presenza di una cameriera in gara, ritenendola inappropriata perché non è una parente, Yuuri afferma con decisione che Lilith è la sua preziosa famiglia. |                   |         |
| 6  | La cameriera che ho assunto di recente è strana? 「最近雇ったメイドがおかしい!?」 - Saikin yatotta meido ga okashii!? | 4 settembre 2022  |         |
| 6  | Colta dalla pioggia, Lilith scherza chiedendo a Yuuri di fare un bagno insieme, ma si imbarazza quando lui le fa notare che non possono farlo perché non sono ancora sposati. Poco dopo, Lilith inizia a comportarsi in modo strano e Yuuri capisce che la pioggia le ha causato la febbre. Nonostante la ragazza si lamenti di essere stata esclusa dai suoi compiti di cameriera, Yuuri insiste che si concentri sulla guarigione e si occupa delle faccende domestiche, desiderando trascorrere più tempo con lei. In occasione della festa di Halloween organizzata da Tsukasa, Yuuri sceglie di travestirsi da stregone e convince Lilith a mascherarsi: lei sceglie un costume da draghetta, facendo andare Tsukasa in visibilio con le sue fantasie romantiche. Fujisaki, invece, si ritrova costretta da Tsukasa a indossare un costume da principessa per un servizio fotografico, rimanendo molto imbarazzata. Il giorno seguente, Lilith riceve alcune lettere per posta. Yuuri si rende conto di essere diventato meno sospettoso nei suoi confronti, ma i dubbi riaffiorano quando nota che Lilith cerca di nascondere la corrispondenza. La ragazza confessa che il suo ex datore di lavoro, da cui si stava nascondendo, le ha ordinato di tornare da lui. Yuuri si oppone con decisione, dichiarando di essere ancora sotto il suo "incantesimo" e che Lilith è la sua cameriera. Lilith, commossa, getta via le lettere e Yuuri la abbraccia per la prima volta.                                                 |                   |         |
| 7  | Non c'è sul libro di testo 「教科書に載ってない」 - Kyōkasho ni nottenai | 11 settembre 2022 |         |
| 7  | Yuuri si ritrova a pensare costantemente a Lilith, finché Tsukasa non gli fa notare che è innamorato. Lilith, dal canto suo, si preoccupa quando Yuuri inizia a ignorarla, anche quando lei lo provoca con battute allusive. Confuso sui suoi sentimenti, Yuuri vorrebbe chiedere a Lilith cosa significhi l'amore, ma alla fine si rivolge a Tsukasa, che cerca di rassicurarlo: secondo lei, Lilith è più felice quando sta con lui. Per aiutarlo a capire l'amore, Tsukasa lo invita a leggere le sue light novel romantiche, ma Fujisaki interviene e le confisca prima che Yuuri possa lasciarsi influenzare. Yuuri torna così ai suoi comportamenti abituali, lasciando Lilith nuovamente perplessa. In occasione di un compito artistico, decide di disegnarla per scoprire la sua vera natura, ma Lilith teme inizialmente che lui voglia ritrarla nuda. Nonostante i ripetuti tentativi, Yuuri non è mai soddisfatto del proprio disegno e inizia a perdere il sonno. Una notte, confessa a Lilith la sua confusione e la preoccupazione di non sapere quasi nulla di lei. Lilith, per tranquillizzarlo, gli canta una ninna nanna che sua madre gli intonava da bambino, aiutandolo ad addormentarsi. Al risveglio, Yuuri si sente riposato ma non ricorda la conversazione avuta con Lilith, e insiste perché lei dorma ancora accanto a lui, anche se la ragazza teme di perdere a sua volta il sonno. Nonostante il disegno non sia perfetto, Yuuri ottiene comunque il primo posto durante la lezione di arte.      |                   |         |
| 8  | La ragazza dagli occhi viola 「紫色の瞳の少女」 - Murasakiiro no hitomi no shōjo | 18 settembre 2022 |         |
| 8  | Yuuri si insospettisce quando vede Lilith uscire elegante, temendo che abbia un appuntamento. In realtà, Lilith si incontra con Fujisaki in una caffetteria e ricorda che ai tempi della scuola Fujisaki era una delinquente, ma che è cambiata profondamente dopo aver conosciuto Tsukasa; Lilith spera che anche il suo rapporto con Yuuri possa diventare altrettanto stretto. Fujisaki le consiglia di aprire il suo cuore a Yuuri se desidera che lui faccia lo stesso, ma Lilith non è sicura di riuscirci. Nel frattempo, Yuuri, che aveva seguito Lilith, torna a casa e la affronta. Sentendo parlare lei e Fujisaki, ricorda che da piccolo i suoi genitori avevano accolto in casa una ragazza solitaria e distante, che si rivela essere proprio Lilith, la stessa che gli cantava la ninna nanna della madre quando era assente. Lilith vorrebbe finalmente raccontargli tutto, ma Yuuri decide che deve ricordare da solo il loro passato. Tsukasa, notando un cambiamento nel comportamento di Yuuri, è convinta che tra lui e Lilith ci siano stati progressi. Proprio la reazione di Tsukasa fa capire a Yuuri che ciò che prova per Lilith non è più sospetto, ma amore. Spinto da questa realizzazione, corre a casa e le confessa i suoi sentimenti. Tuttavia, prima che Lilith possa rispondere, i due vengono interrotti da un'altra cameriera che pretende che Lilith torni subito da lei. |                   |         |
| 9  | Sentimenti genuini, eppur complicati, complessi e contorti 「煩雑で複雑な入り組んだ素直な気持ち」 - Hanzatsu de fukuzatsu na irikunda sunao na kimochi. | 25 settembre 2022 |         |
| 9  | Lilith spiega che lei e la cameriera Natsume Nakashima lavoravano in passato per lo stesso datore di lavoro. Natsume, delusa dal fatto che Lilith ora serva un bambino, giudica Yuuri inadatto come padrone a causa del suo livello di istruzione e della mancanza di ricchezza, anche se tutto ciò che fa sembra colpire Lilith. Quest'ultima affronta Natsume riguardo la sua ossessione e le chiede di rispettare il suo desiderio di restare con Yuuri. Nel frattempo, Yuuri, che ha appena riconosciuto i propri sentimenti per Lilith, intuisce che anche Natsume prova qualcosa per lei, cosa che viene poi confermata. Ripresa la routine quotidiana, Yuuri torna a scuola e Lilith ai suoi compiti. Natsume, però, si rifiuta di credere che Lilith sia davvero felice di servire Yuuri, pur non riuscendo a conciliare questa convinzione con il modo in cui i due si comportano insieme. Anche Yuuri osserva Natsume e dubita delle sue capacità di domestica, dubbio confermato quando Natsume brucia il cibo e combina più disastri di quanti ne riesca a sistemare. Questo suscita in Lilith un po' di nostalgia, ricordando come fosse abituata a compensare sempre le mancanze della collega. Durante un bagno insieme, Lilith confida a Natsume di non sapere ancora come rispondere alla dichiarazione d'amore di Yuuri. Natsume, seppur a malincuore, ammette che Yuuri è un buon padrone e che rende chiaramente felice Lilith, ma decide di non spiegare il motivo, lasciando che Lilith lo capisca da sola. |                   |         |
| 10 | Per chi cadono le stelle? 「誰がために星は流れる」 - Dare ga tame ni hoshi wa nagareru | 2 ottobre 2022    |         |
| 10 | Yuuri racconta a Tsukasa della presenza di Natsume, che si entusiasma all'idea che Yuuri abbia finalmente una rivale in amore per Lilith. Natsume arriva persino a prenderlo a scuola, dove incontra Fujisaki, di cui ha timore. Anche se inizialmente aveva intenzione di tornare presto a casa, Natsume decide di fermarsi ancora qualche giorno per comprare un regalo di Natale a Lilith. Quando due ragazzi più grandi cercano di infastidire Yuuri, Natsume interviene per difenderlo, ma rimane colpita dal coraggio con cui affronta la situazione. Successivamente, chiede il suo aiuto per organizzare una festa di Natale a sorpresa per Lilith. Per non destare sospetti, Yuuri dice a Lilith che passerà il Natale con Tsukasa, lasciandola visibilmente delusa. Natsume invita quindi Lilith a uscire proprio il giorno di Natale, così Yuuri, Tsukasa e Fujisaki possono addobbare la villa in sua assenza. Al ritorno, però, la vera sorpresa è per Natsume: Yuuri aveva infatti già organizzato tutto con Lilith per celebrare la festa proprio per lei. La serata si rivela un successo e, dopo che Tsukasa torna a casa e Natsume si addormenta, Yuuri le lascia un regalo di Natale: un paio di guanti di lana che ha lavorato a maglia insieme a Lilith. |                   |         |
| 11 | Di certo, è da quella volta che... 「きっとあの時からずっと…」 - Kitto ano toki kara zutto... | 9 ottobre 2022    |         |
| 11 | Lilith viene accolta dal suo ex padrone, che si mostra felice del fatto che lei ora si diverta a lavorare per Yuuri. Nel frattempo, Natsume, durante una passeggiata tra i negozi con Yuuri, gli confida che è stato proprio lui a darle il coraggio di dichiararsi all'uomo che ama, ovvero il loro ex datore di lavoro. Lilith, intanto, racconta a Yuuri il suo passato: da ragazza, dopo la scomparsa improvvisa dei genitori, fu accolta dai genitori di Yuuri, diventando cameriera per riconoscenza. Durante il suo addestramento nella villa del padrone, i genitori di Yuuri morirono e lei decise subito di occuparsi di lui. Quando Yuuri torna a casa con Natsume, teme che Lilith possa lasciarlo, ma il padrone lo rassicura: è lì solo per riprendere Natsume. Rimasti finalmente soli dopo tanto tempo, tra Yuuri e Lilith si crea un'atmosfera di imbarazzo. Lilith propone di uscire insieme e accetta quando Yuuri le chiede se si tratta di un appuntamento. In città, vengono notati da Tsukasa, che però viene fermata da Fujisaki prima che possa seguirli. Sotto le luci natalizie, Lilith trova il coraggio di chiedere a Yuuri che tipo di amore prova per lei. Yuuri ammette di non saperlo ancora, ma le confida di volerlo scoprire insieme a lei. La mattina seguente, tra la neve, i due si divertono a costruire pupazzi di neve l'uno per l'altra, e Lilith si imbarazza quando Yuuri aggiunge sei piccoli pupazzi accanto ai loro, lasciando intendere un futuro insieme.                       |                   |         |

## Accoglienza
Nel 2020, il manga si è classificato al 9 posto su 50 candidati nel premio annuale dei Next Manga Awards.